# Едвін Мозес
Едвін Мозес  (англ. Edwin Moses; нар. 31 серпня 1955) — американський легкоатлет, олімпійський чемпіон.

## Виступи на Олімпіадах
| Олімпіада         | Дисципліна                    | Місце |
| ----------------- | ----------------------------- | ----- |
| Монреаль 1976     | біг на 400 метрів з бар'єрами | 1     |
| Лос-Анджелес 1984 | біг на 400 метрів з бар'єрами | 1     |
| Сеул 1988         | біг на 400 метрів з бар'єрами | 3     |